# 奧斯特羅夫基
51°4′22″N 25°41′27″E / 51.07278°N 25.69083°E
奧斯特羅維（烏克蘭語：Острови），是烏克蘭西北部的村落，隸屬沃倫州的盧茨克區。該村始建於1577年，面積12.95平方公里，海拔高度176米，2001年人口233，人口密度每平方公里17.99人。